# Salle du Bel-Air
Pour les articles homonymes, voir Béquet.
La Salle du Bel-Air ou Salle du Jeu de Paume de Béquet, est un ancien jeu de paume, transformé en théâtre en 1672.
La salle, située à proximité du no 15 de l'actuelle rue de Vaugirard à Paris, a été utilisée par l'Académie Royale de Musique, un peu moins d'un an seulement.

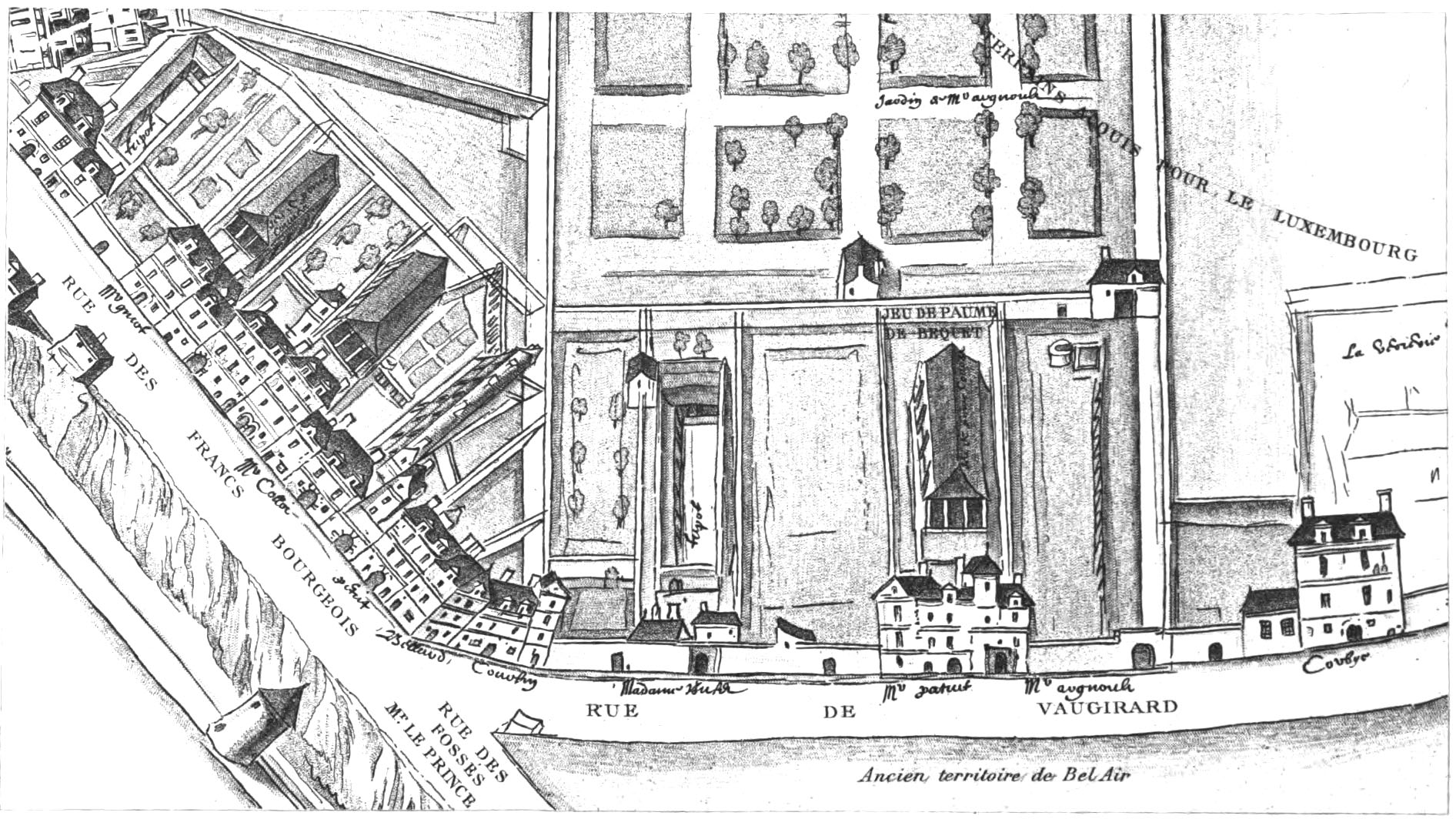
Jeu de Paume de Béquet sur un agrandissement de 1615 d'une section du plan Quesnel de Paris de 1609

## Histoire[2]
Le jeu de paume est acquis en 1570 par Jean Béquet, maitre esteuvier et sa femme Peronne Bonnier. Leur fils Claude, maitre paumier, meurt en 1605. Le jeu de paume est racheté aux descendants Béquet par Jean Patru, procureur au Châtelet, qui le loue à des maitres paumiers.
En 1646, l'un d'eux, Robert Delafosse, loue pour six mois la salle à une troupe de comédiens anglais conduite par Samuel Speede et Anne André sa femme. Ceux-ci engagent auprès d'un menuisier les travaux de transformation en une salle de théâtre. Après 3 mois, c'est un échec, et la salle revient à sa vocation d'origine,.
Une deuxième tentative a lieu en 1670. Pierre Perrin, qui va obtenu du roi Louis XIV le monopole des opéras en français, loue à son tour la salle le 13 mai 1670 aux descendants Patru. Le 24 juin, une répétition de Pomone a lieu dans la salle. Mais faute d'avoir obtenu les autorisations nécessaires de la police, les spectacles dans la salle sont interdits, et Perrin loue alors le Jeu de Paume de la Bouteille.
Couvert de dettes, Perrin doit céder son monopole au compositeur Jean Baptiste Lully qui le récupère par arrêté royal de mars 1672. Le bail de la salle de la Bouteille, étant détenu par les associés de Perrin, Lully se tourne alors vers le jeu de paume du Béquet. Il signe, le 12 août 1672, un bail de huit mois par lequel il s'engage à obtenir les autorisations de la police nécessaires, et à conserver à la salle le nom de Béquet.
Le 23 août 1672, Lully engage l'architecte italien Carlo Vigarani pour transformer la salle en théâtre et créer les décors de sa première production, Les fêtes de l'Amour et de Bacchus, qui ouvrit le 11 novembre 1672. Vient ensuite sa première tragédie lyrique, Cadmus et Hermione, jouée le 27 avril 1673 en présence du roi.
Après la mort de Molière le 17 février 1673, Lully convainc le roi Louis XIV de lui permettre d'utiliser gratuitement le théâtre de Molière au Palais-Royal.
Lully ne renouvelle pas le bail, et la salle reprend à nouveau sa vocation et son nom d'origine de jeu de paume du Béquet ou du Bel-Air, jusqu'à ce qu'en 1715 François Robichon de La Guérinière le transforme en une Académie d'Equitation